# Albuquerque Six-Guns
Die Albuquerque Six-Guns waren ein US-amerikanisches Eishockeyfranchise der Central Hockey League aus Albuquerque, New Mexico.

## Geschichte
Die Albuquerque Six-Guns nahmen zur Saison 1973/74 den Spielbetrieb in der Central Hockey League auf. In ihrer einzigen Spielzeit erreichte die Mannschaft nur 16 Siege in 72 Spielen, womit sie den sechsten und somit letzten Platz der Liga belegten. Als eines von zwei Teams verpassten sie folgenden Playoffs um den Adams Cup und bereits nach einer Spielzeit wurde das Franchise wieder aufgelöst.
Es dauerte über zwei Jahrzehnte bis mit den New Mexico Scorpions aus der Western Professional Hockey League 1996 wieder ein Profiteam in Albuquerque angesiedelt wurde.

## Saisonstatistik
Abkürzungen: GP = Spiele, W = Siege, L = Niederlagen, T = Unentschieden, OTL = Niederlagen nach Overtime SOL = Niederlagen nach Shootout, Pts = Punkte, GF = Erzielte Tore, GA = Gegentore, PIM = Strafminuten
| Saison  | GP | W  | L  | T  | OTL | SOL | Pts | GF  | GA  | Platz   | Playoffs           |
| 1973–74 | 72 | 16 | 40 | 16 | —   | —   | 48  | 188 | 263 | 6., CHL | nicht qualifiziert |

## Team-Rekorde

### Karriererekorde
| Spiele:       | 72  | Kanada | Larry O’Connor |
| Tore:         | 24  | Kanada | Ken Davidson   |
| Assists:      | 33  | Kanada | Ken Ireland    |
| Punkte:       | 52  | Kanada | Ken Ireland    |
| Strafminuten: | 167 | Kanada | Larry O’Connor |